# Somn
Somn (укр. сон) — дебютний альбом румунського гурту Coma, виданий 23 листопада 2001 року під лейблом «BestMusic Digital Distro». Альбом був представлений у вигляді касети та CD-диску.
До альбому увійшли 16 композицій. 4 з них мають назви з однієї літери (C, O, M, A). До 4-х пісень були представлені відео.

## Відеокліпи
Першим кліпом гурту стало відео до пісні «Nu Vreau Fetito Ca Sa», у якому показано, як музиканти грають надворі будинку, в той час як соліст-гроулер рухається разом поряд ними автоматично. Також іноді у кадрі з'являється рудоволоса жінка, що переміщається вперед та назад.
У пісні також містяться рядки іспанською мовою.
Друге відео було відзняте до пісні «Bruzli Vs Vandam», у якому музиканти грають у спортзалі з постерами бійців. Паралельно показано двох чоловіків (худого та кремезного) у процесі сутички. Наприкінці відео, кремезний чоловік з палаючими очима промовляє гасло «You will never defeat me!».
Третім вийшов кліп «Stai» у середині 2001 року. Відео було розділене на кадри та показане в уповільненому темпі для надання сюрреалізму. На відео учасники гурту грають у порожній квартирі, іноді зависаючи у повітрі під час стрибку.
Четверте відео — «În mine în șoaptă» було відзняте 2002 року. На відео учасники гурту грають у кімнаті біло-червоного забарвлення. Під час виконання куплетів відео уповільнюється, а під час приспіву — пришвидшується. Наприкінці відео вокаліст Кетелін Келемен виконує скрим-партію.

## Трек-лист
1. In Mine In Soapta 3:46
2. Bizz 3:51
3. Jurnal 3:47
4. C 0:58
5. Stai 3:14
6. Morphine 3:27
7. O 0:30
8. Omule 2:00
9. Daddy 4:22
10. M 1:05
11. Scame 3:16
12. R.A.M. 3:25
13. A 1:18
14. Bruzli Vs Vandam 2:59
15. Nu Vreau Fetito Casa 2:58
16. Lupta 8:36

## Жанр
Більшість пісень виконана у стилі ню-метал. Натомість, альбом містить риси панк-року, хіп-хопу та ска (прикладом є 2 перших сингли — «Nu Vreau Fetito Casa» та «Bruzli Vs Vandam»).

## Учасники запису
- Călin Marcu
- Cătălin Chelemen
- Dan Costea
- Răzvan Albu
- Răzvan Rădulescu
- Sorin Petrescu